# José F. Aguayo
José Fernández Aguayo (1911 Madrid – 11. května 1999 Madrid) byl španělský kameraman, spolupracující s režiséry jako byli Luis Buñuel a Fernando Fernán-Gómez.
Narodil se v roce 1911 ve španělském hlavním městě Madridu do rodiny fotografa býčích zápasů Baldomera Fernándeze Raigóna. V mládí se amatérsky věnoval býčím zápasům a začal se živit jako fotograf. Do světa filmu vstoupil reportáží o natáčení snímku Currito de la Cruz. Začínal jako asistent Enrique Guernera.
Jako kameraman se podílel v období 1945–1984 na vzniku několika desítek filmů, mezi jinými Locura de amor, Dónde vas Alfonso XII, Viridiana, El extraño viaje a Tristana. Profesionální dráhu ukončil v roce 1983 a zemřel o šestnáct let později roku 1999.
V letech 1949 a 1951 obdržel cenu Španělských flmových kritiků za nejlepší kameru. V březnu 1987 obdržel na 1. ročníku udílení Goyových cen čestné ocenění „Goya de honor“ za rok 1986.

## Vybraná filmografie
- Castañuela (1945)
- Senda ignorada (1946)
- La lola se va a los puertos (1947)
- La princesa de los ursinos  (1947)
- Angustia (1947)
- Locura de amor (1948)
- Llegada de noche (1949)
- Currito de la Cruz (1949)
- Tempestad en el alma (1949)
- Torturados (1950)
- El cerco del diablo (1952)
- Manchas de sangre en la luna (1952)
- Quema el suelo (1952)
- Amaya (1952)
- Dos caminos (1954)
- El padre Pitillo (1955)
- La legión del silencio (1956)
- Curra Veleta (1956)
- El último cuplé (1957)
- El sol sale todos los días (1958)
- ¿Dónde vas, Alfonso XII? (1959)
- ¿Dónde vas triste de ti? (1960)
- Una chica de Chicago (1960)
- El grano de mostaza (1962)
- Chantaje a un torero (1963)
- El secreto de Tomy (1963)
- Las gemelas (1963)
- Currito de la Cruz (1965)
- Camino del Rocío (1966)
- La mujer de otro (1967)
- Verde doncella (1968)
- El marino de los puños de oro (1968)
- Un adulterio decente (1969)
- El hombre que se quiso matar (1970)
- Nada menos que todo un hombre (1972)
- La duda (1972)
- El mejor alcalde, el rey (1974)
- Los buenos días perdidos (1975)
- Novios de la muerte (1975)
- Olvida los tambores (1975)
- Dos hombres y, en medio, dos mujeres (1977)
- ...Y al tercer año, resucitó (1980)
- Hijos de papá (1980)
- Las alegres chicas de Colsada (1984)